# Фетвајс
Фетвајс (њем. Vettweiß) општина је у њемачкој савезној држави Северна Рајна-Вестфалија. Једно је од 15 општинских средишта округа Дирен. Према процјени из 2010. у општини је живјело 9.041 становника. Посједује регионалну шифру (AGS) 5358060.

## Географски и демографски подаци
Фетвајс се налази у савезној држави Северна Рајна-Вестфалија у округу Дирен. Општина се налази на надморској висини од 158 метара. Површина општине износи 83,2 km². У самом мјесту је, према процјени из 2010. године, живјело 9.041 становника. Просјечна густина становништва износи 109 становника/km².